# Henriette-Charlotte de Nassau-Idstein
Henriette-Charlotte de Nassau-Idstein (9 novembre 1693 - 8 avril 1734), est une noble allemande, membre de la Maison de Nassau et par le mariage duchesse de Saxe-Mersebourg.
Née au château d'Idstein, elle est la quatrième des douze enfants nés du mariage de Georges-Auguste de Nassau-Idstein depuis 1688 prince de Nassau-Sarrebruck-Idstein et d'Henriette-Dorothée d'Oettingen-Oettingen.

## Biographie
A Idstein le 4 novembre 1711, Henriette-Charlotte épouse secrètement Maurice-Guillaume de Saxe-Mersebourg.
Après huit ans sans enfant, le 23 juin 1720, la duchesse donne naissance à une fille, Frédérique Ulrike, qui est décédé dans les heures qui suivent, Même si, officiellement, elle apparaît comme la fille du duc, il est hautement probable qu'elle est née de la liaison de sa mère avec Friedrich Carl von Pöllnitz, Henriette Charlotte Hofmarshal et son amant pendant plusieurs années.
Après la mort de son mari, en 1731, Henriette Charlotte se retire au château de Delitzsch, où elle vit ouvertement avec von Pöllnitz jusqu'à sa mort, trois ans plus tard, âgée de 40 ans. Elle a été enterrée dans la Stadtkirche SS Pierre et Paul, Delitzsch.